# Uruguaysuchus
Uruguaysuchus aznarezi, Uruguaysuchus terrai
Genre
Espèce
Synonymes
- †Uruguaysuchus terrai Rusconi 1933

Uruguaysuchus est un genre fossile de l'ordre des crocodyliformes, qui comprend les crocodiliens modernes et leurs plus proches parents fossiles. 
Selon Paleobiology Database en 2023, ce genre a une seule espèce Uruguaysuchus aznarezi, et c'est aussi l'espèce type.

## Description
Uruguaysuchus était un Crocodyliformes de taille « classique ». Sa taille adulte est estimée à 1,20 mètre.

## Classification
Le genre Uruguaysuchus et l'espèce Uruguaysuchus aznarezi sont décrits en en 1933 par le paléontologue argentin Carlos Rusconi (d) (1898-1969),,.
Uruguaysuchus est rattaché au sous-ordre des Notosuchia (ou notosuchiens en français), et à la famille des Uruguaysuchidae.
Uruguaysuchus est l'un des genres les plus basaux des Notosuchia. Il est généralement rattaché à la famille des Uruguaysuchidae en compagnie des genres Araripesuchus et Anatosuchus.

### Étymologie
Son nom de genre Uruguaysuchus combine le nom de l'Uruguay, le pays où il a été trouvé et le mot du grec ancien Soũkhos, « crocodile » pour donner « crocodile de l'Uruguay ».

### Fossile
Selon Paleobiology Database en 2023, ce genre a une seule collection référencée du Crétacé supérieur de l'Uruguay,.
L'holotype du genre, est constitué d'un crâne complet avec ses mandibules, plus des éléments du squelette post-crânien (patte avant droite, 18 vertèbres, ilium droit, patte arrière droite partielle, ainsi que quelques ostéodermes). Il a été extrait de la formation géologique de Guichón près d'un puis d'eau du même nom en Uruguay. Cette formation de grès fluviatiles est datée du Crétacé, de l'Aptien au Santonien. Des fossiles d'Udelartitan y ont aussi été retrouvés.

### Publication originale
- [1933] (es) C. Rusconi, « Sobre reptiles cretáceos del Uruguay (Uruguaysuchus aznarezi, n.g.n.sp.) y sus relaciones con los notosúquidos de Patagonia » [« On the Cretaceous reptiles of Uruguay (Uruguaysuchus aznarezi, n.g.n.sp.) and their relationships with the notosuchids of Patagonia »], Instituto de Geología y Perforaciones Boletín, vol. 19,‎ 1933, p. 1-64.